# Gino Carlo Sensani
Gino Carlo Sensani (San Casciano dei Bagni, 26 novembre 1888 – Roma, 14 dicembre 1947) è stato un costumista italiano.
Fu il primo costumista professionale italiano.

## Biografia

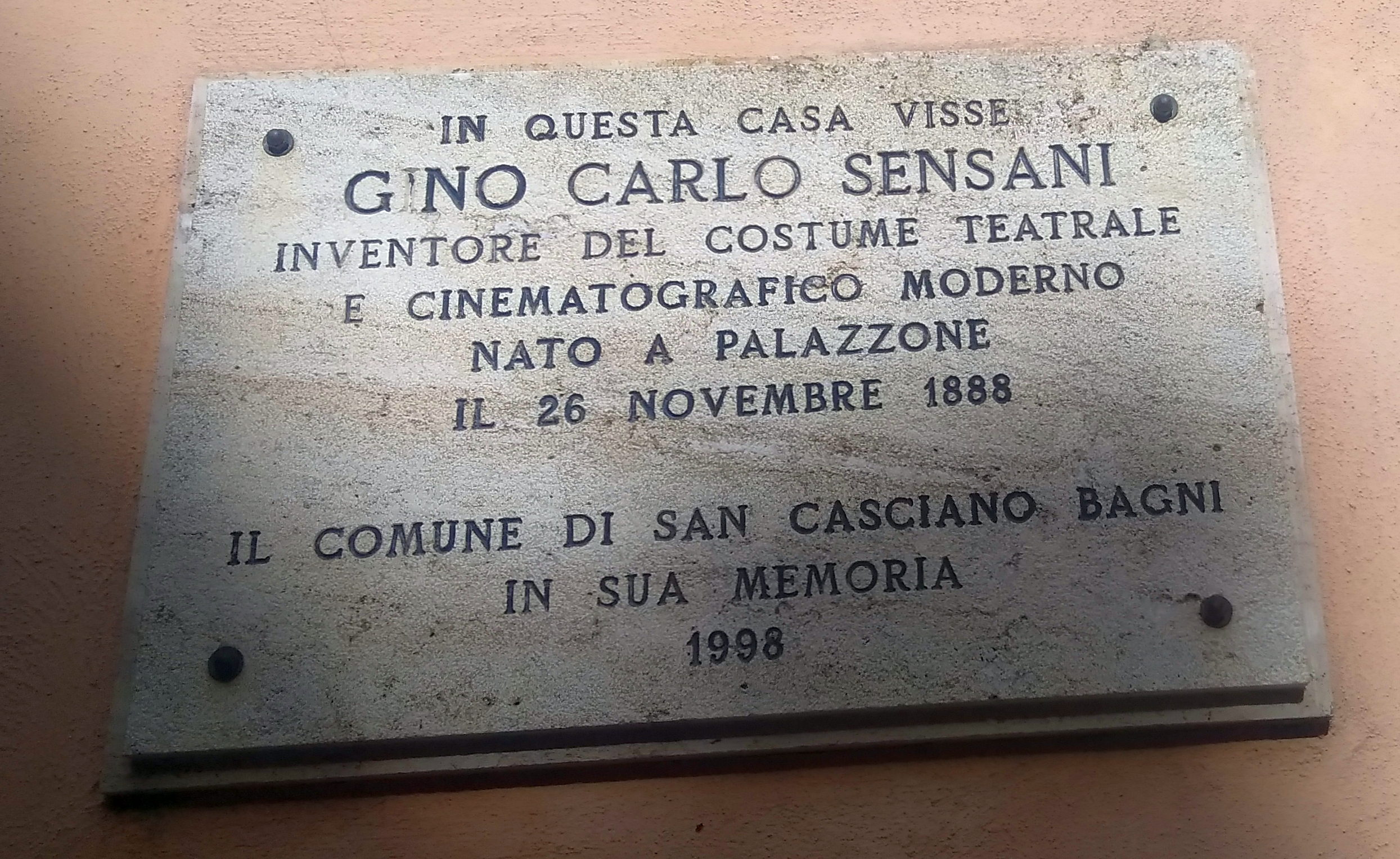
Lapide a San Casciano dei Bagni

Figlio di proprietari terrieri, rimase orfano a otto anni della madre Teresa Noli e a dodici del padre. Ebbe lo zio Nazzareno Noli come tutore. Studiò in collegio e si diplomò geometra. Divenuto maggiorenne con la vendita di alcuni terreni si spostò a Parigi ed entrò in contatto con artisti come Erté, Alfons Mucha, Umberto Brunelleschi e sicuramente avrà potuto godersi gli spettacoli innovativi dei balletti russi di Sergej Djagilev. Tornò in Italia nel 1911 stabilendosi a Firenze dove ebbe un incontro fondamentale nella sua vita e nella sua formazione. Miss Nelly Morrison, anziana figlia di un alto funzionario inglese, che lo ricondusse a Parigi, poi a Londra e lo introdusse nell'ambiente fiorentino dei suoi amici anglo-americani, tra i quali Aldous Huxley e David Herbert Lawrence.
Nel 1914 avvenne il suo esordio come costumista teatrale per L'amore delle tre melarance di Carlo Gozzi, nel teatro delle marionette Teatrino dei piccoli di Vittorio Podrecca. Alternava il disegno per copertine e riviste, alla pittura e alla decorazione e allo spettacolo. Nel 1932 Emilio Cecchi fiorentino, nominato direttore artistico della Cines, lo introdusse nella carriera di costumista cinematografico affidandogli il film Pergolesi regia di Guido Brignone. Viveva in stanze d'albergo e lì lavorava con i suoi assistenti (Maria de Matteis, Dario Cecchi, Piero Gherardi, Anna Maria Fea e Maria Baronj) e la domenica vi riceveva gli amici, artisti e intellettuali.
Si occupava della scenografia solo per rappresentazioni teatrali, raramente la praticò in cinema. Pergolesi fu il primo dei suoi circa ottanta film e certo non cessò il lavoro in teatro e grafico. Dal 1935 tenne la cattedra di costume al Centro Sperimentale di Cinematografia fino alla sua morte nel 1947.

## Filmografia
- Pergolesi, regia di Guido Brignone (1932)
- Seconda B, regia di Goffredo Alessandrini (1934)
- Frutto acerbo, regia di Carlo Ludovico Bragaglia (1934)
- Il cappello a tre punte, regia di Mario Camerini (1935)
- Lorenzino de' Medici, regia di Guido Brignone (1935)
- Amo te sola, regia di Mario Mattoli (1935)
- Arma bianca, regia di Ferdinando Maria Poggioli (1936)
- Cavalleria, regia di Goffredo Alessandrini (1936)
- La damigella di Bard, regia di Mario Mattoli (1936)
- La gondola delle chimere (La Gondole aux chimères), regia di Augusto Genina (1936)
- L'ambasciatore, regia di Baldassarre Negroni (1936)
- Contessa di Parma, regia di Alessandro Blasetti (1937)
- Il signor Max, regia di Mario Camerini (1937)
- I due misantropi, regia  di Amleto Palermi (1937)
- Il fu Mattia Pascal (L'homme de nulle part), regia di Pierre Chenal (1937)
- Nina, non far la stupida, regia di Nunzio Malasomma (1937)
- Le due madri, regia di Amleto Palermi (1938)
- Partire, regia di Amleto Palermi (1938)
- L'orologio a cucù, regia di Camillo Mastrocinque (1938)
- La mazurka di papà, regia di Oreste Biancoli (1938)
- Voglio vivere con Letizia, regia di Camillo Mastrocinque (1938)
- Napoli d'altri tempi, regia di Amleto Palermi (1938)
- La vedova, regia di Goffredo Alessandrini (1939)
- Il marchese di Ruvolito, regia di Raffaello Matarazzo (1939)
- Cavalleria rusticana, regia di Amleto Palermi (1939)
- Follie del secolo, regia di Amleto Palermi (1939)
- il cavaliere di San Marco, regia di Gennaro Righelli (1939)
- Torna caro ideal, regia di Guido Brignone (1939)
- Castelli in aria, regia di Augusto Genina (1939)
- Le educande di Saint-Cyr, regia di Gennaro Righelli (1939)
- Il carnevale di Venezia, regia di Giuseppe Adami e Giacomo Gentilomo (1939)
- Un'avventura di Salvator Rosa, regia di Alessandro Blasetti (1940)
- La fanciulla di Portici, regia di Mario Bonnard (1940)
- Don Pasquale, regia di Camillo Mastrocinque (1940)
- Una romantica avventura, regia di Mario Camerini (1940)
- La granduchessa si diverte, regia di Giacomo Gentilomo (1940)
- La nascita di Salomè, regia di Jean Choux (1940)
- La gerla di papà Martin, regia di Mario Bonnard (1940)
- Addio giovinezza!, regia di Ferdinando Maria Poggioli (1940)
- Kean, regia di Guido Brignone (1940)
- Tosca, regia di Carl Koch (1941)
- La corona di ferro, regia di Alessandro Blasetti (1941)
- La cena delle beffe, regia di Alessandro Blasetti  (1941)
- Il prigioniero di Santa Cruz, regia di Carlo Ludovico Bragaglia (1941)
- Piccolo mondo antico, regia di Mario Soldati (1941)
- Manovre d'amore, regia di Gennaro Righelli (1941)
- La forza bruta, regia di Carlo Ludovico Bragaglia (1941)
- Giuliano de' Medici, regia di Ladislao Vajda (1941)
- I pirati della Malesia, regia di Enrico Guazzoni (1941)
- Nozze di sangue, regia di Goffredo Alessandrini (1941)
- Beatrice Cenci, regia di Guido Brignone (1941)
- L'elisir d'amore, regia di Amleto Palermi (1941)
- I promessi sposi, regia di Mario Camerini (1941)
- Le due tigri, regia di Giorgio Simonelli (1941)
- Don Cesare di Bazan, regia di Riccardo Freda (1941)
- Fedora, regia di Camillo Mastrocinque (1942)
- Via delle cinque lune, regia di Luigi Chiarini (1942)
- La bella addormentata, regia di Luigi Chiarini (1942)
- La maschera e il volto, regia di Camillo Mastrocinque (1942)
- Le vie del cuore, regia di Camillo Mastrocinque (1942)
- La maestrina, regia di Giorgio Bianchi (1942)
- La contessa Castiglione, regia di Flavio Calzavara (1942)
- Tragica notte, regia di Mario Soldati (1942) consulenza artistica
- La morte civile, regia di Ferdinando Maria Poggioli (1942)
- Il romanzo di un giovane povero, regia di Guido Brignone (1942)
- Gelosia, regia di Ferdinando Maria Poggioli (1942)
- Giacomo l'idealista, regia di Alberto Lattuada (1943)
- L'usuraio, regia di Charlie Chaplin (1943)
- Dente per dente, regia di Marco Elter (1943)
- Canal Grande, regia di Andrea Di Robilant (1943)
- Sorelle Materassi, regia di Ferdinando Maria Poggioli (1943)
- Tristi amori, regia di Carmine Gallone (1943)
- La locandiera, regia di Luigi Chiarini (1944)
- Resurrezione, regia di Flavio Calzavara (1944)
- Il cappello da prete, regia di Ferdinando Maria Poggioli (1944)
- Addio, amore!, regia di Gianni Franciolini (1944)
- Chi l'ha visto?, regia di Goffredo Alessandrini (1945)
- L'adultera, regia di Tullio Pinelli (1946)
- Amanti in fuga, regia di Giacomo Gentilomo (1946)
- Ultimo amore, regia di Luigi Chiarini (1946)
- Addio, mia bella Napoli! di Mario Bonnard (1946)
- Daniele Cortis, regia di Mario Soldati (1946)
- Fatalità, regia di Gioergio Bianchi (1947)
- Eugenia Grandet, regia di Mario Soldati (1947)
- Il delitto di Giovanni Episcopo, regia di Alberto Lattuada (1947)
- La certosa di Parma, regia di Christian-Jaque (1947)
- Il corriere del re, regia di Gennaro Righelli (1947)
- Cuore, regia di Duilio Coletti e Vittorio De Sica (1948)
- Assunta Spina, regia di Mario Mattoli (1948)